# Ondřej z Phú Yên
Blahoslavený Ondřej z Phú Yên (asi 1624, Phú Yên – 26. července 1644, Kẻ Chàm) byl vietnamský římskokatolický katechumen a mučedník. Katolická církev ho uctívá jako blahoslaveného.

## Život
Narodil se roku asi 1624 v provincii Phú Yên. Byl obdařen inteligencí a dobrým srdcem. Na naléhání své matky, ho otec Alexandre de Rhodes francouzský jezuitský misionář přijal mezi své studenty. Brzy předčil své spolužáky. Spolu se svou matkou přijal roku 1641 křest. V té době mu bylo asi 15 let a v době jeho smrti asi 19 nebo 20. Ondřej se stal jedním z Alexandrových nejbližších spolupracovníků. Po roce další formace vstoupil do Maison Dieu (Dům Boží), což byla katechetické sdružení. Členové veřejně skládaly slib že stráví celý svůj život v církvi a budou pomáhat šířit evangelium.
Před koncem července 1644 se mandarín (správce - byrokrat) Ong Nghe Bo vrátil do provincie kde Ondřej žil. Od krále měl příkaz zabránit rozšíření křesťanství v jeho království. Za rozšiřování víry byl otec Alexandr odveden do vězení. Mandarín poslal vojáky aby našli další katechety. Našli mladého Ondřeje, zbili ho a přivezli do guvernerského paláce.
Dne 25. července 1644 byl předveden před mandarína a byl nucen vzdát se víry ale on odmítl a dostal se do vězení. Mladý Ondřej byl klidný a radostný že může trpět pro Krista.
Další den 26. července byl odsouzen k smrti. V odpoledních hodinách vedl kapitán Ondřeje na místo popravy, nacházející se na poli mimo město. Otec Alexandr a mnoho portugalských a vietnamských křesťanů, dokonce i pohané následovali průvod a byli svědky zabíjení. Nabádal křesťany aby zůstaly pevní ve víře a nebyli smutní. Byl popraven několika ranami kopím. Nakonec, těsně před popravou šavlí, mocným hlasem zvolal jméno Ježíš. Svou oběť přijal pokorně s láskou ke Kristu.

## Proces svatořečení
Proces byl zahájen 28. ledna 1997 v diecézi Danang. Dne 27. ledna 2000 uznal papež sv. Jan Pavel II. jeho mučednictví a blahořečen byl 5. března 2000.